# 李眺
李眺（?—?），字士远，陇西狄道（今甘肃临洮县）人。
李眺是西凉武昭王第九子，李谭、李歆、李让、李愔、李恂、李翻、李豫、李宏的弟弟、李亮的哥哥。李眺官至左将军。嘉兴四年七月（420年），李眺的二哥西凉后主李歆被沮渠蒙逊击败后杀死，他和六哥李翻、七哥新城太守李豫、八哥前将军、中华令李宏、十弟右将军李亮等人向西逃到敦煌，沮渠蒙逊因此进入酒泉。

## 家族
陇西李氏世系图